# Sharon (Massachusetts)
Sharon es un municipio ubicado en el condado de Norfolk, Massachusetts, Estados Unidos. Tiene una población estimada, a mediados de 2021, de 18 494 habitantes.

## Geografía
La localidad está ubicada en las coordenadas 42°6′30″N 71°11′7″O / 42.10833, -71.18528 (42.108463, -71.185182). Según la Oficina del Censo de los Estados Unidos, tiene una superficie total de 63.2 km², de la cual 60.7 km² corresponden a tierra firme y 2.5 km² son agua.

## Demografía
Según el censo de 2020, en ese momento había 18 575 personas residiendo en la localidad. La densidad de población era de 306.0 hab./km². El 67.71% de los habitantes eran blancos, el 4.10% eran afroamericanos, el 0.11% eran amerindios, el 21.21% eran asiáticos, el 0.01% era isleño del Pacífico, el 1.23% eran de otras razas y el 5.65% eran de una mezcla de razas. Del total de la población, el 3.25% eran hispanos o latinos de cualquier raza.